# Армия Кыргызского каганата
Армия Кыргы́зского кага́ната (др. кырг. 𐰂𐰼𐰂𐰤, ärän — «мужи-воины»; 𐰾𐰈, sü — «войско») — вооружённые силы Кыргызского каганата с 693 по 1207 годы. В эпоху рассвета государства представляли собой регулярную армию с централизованным командованием и качественным снаряжением.
Военные реформы, предпринятые в VIII—IX веках позволили енисейским кыргызам начать свою экспансию и предпринять ряд завоевательных и грабительских походов по евразийской степи. В IX веке кыргызские военачальники совершали походы в Восточный Туркестан, Ганьсу, Гоби и Маньчжурию, а отдельные отряды енисейских кыргызов с боями доходили до пределов Волги и Крыма.

## Предшественники

### Таштыкцы

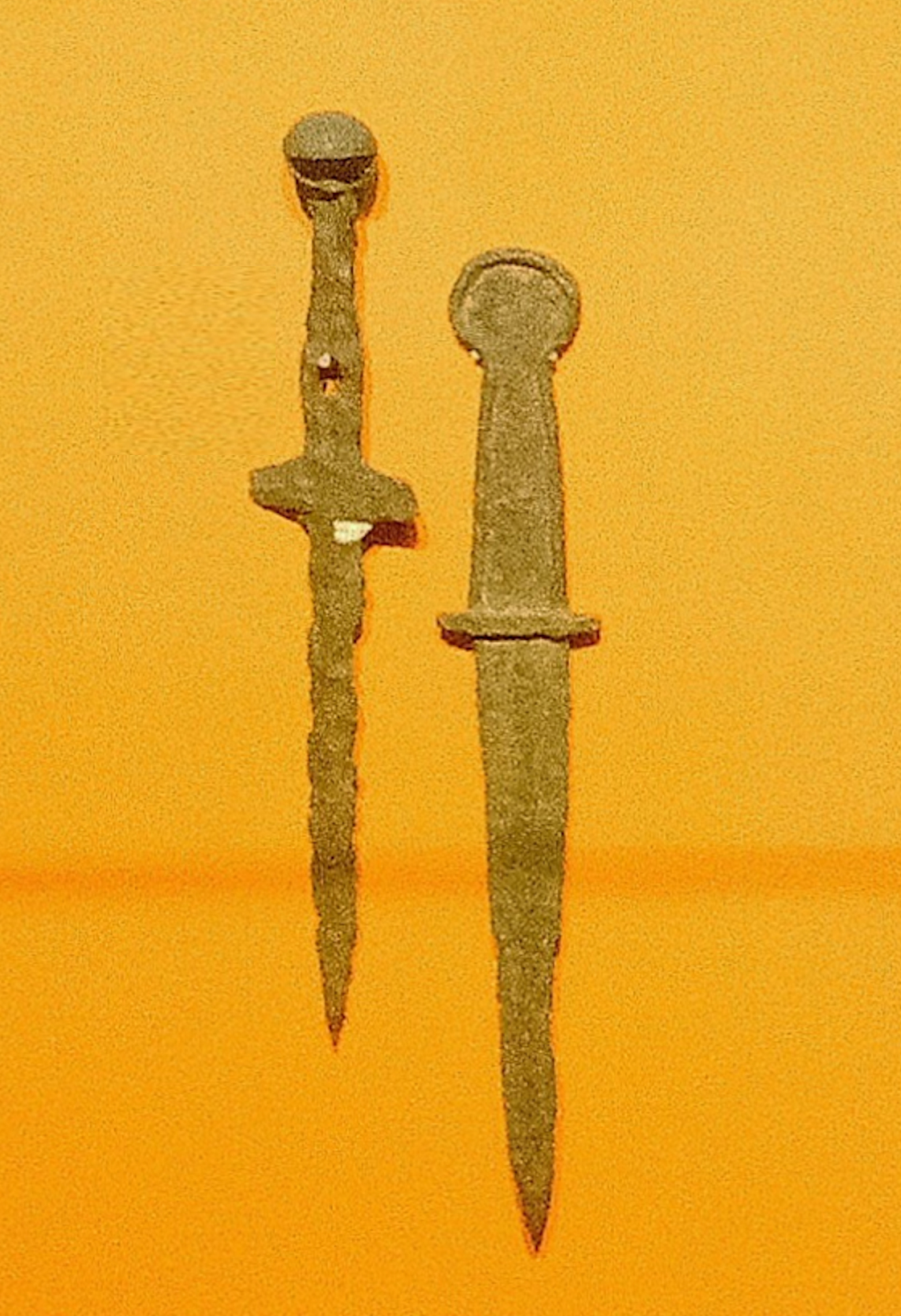
Таштыкские кинжалы, Минусинский краеведческий музей

На развитие военного дела енисейских кыргызов существенное влияние оказала Таштыкская культура. Сведения о таштыкских воинах исследовались учёными, главным образом, в археологическом комплексе «тепсейских миниатюр». Версию о существовании у таштыкцев трёх видов вооружённых сил выдвигал И. Л. Кызласов. М. В. Горелик, напротив, считал изображённых рыцарей кочевыми хунну либо кочевниками-сяньби. Версия пришлого характера воинов тепсейских миниатюр поддерживалась и П. П. Азбелевым, а В. П. Никоноров и Ю. С. Худяков поддерживали версию о принадлежности воинов к отрядам ираноязычных кочевников.
Оружие дальнего боя таштыкских пехотинцев и конников было нескольких типов — так называемые «скифский» и «хуннский». Виды доспехов таштыкских «рыцарей» разделялись на три типа: 1-й тип был похож на длиннополые халаты без рукавов. Руки воинов по локоть закрывались оплечьями, созданными из нескольких конических кожаных колец или связанных между собой широких кожаных дуг; 2-й тип представлял из себя произведённую по размерам корпуса двух-частную кирасу, к которой прикреплялись кожаные оплечья. К нижней части кирасы прикреплялись лопасти, связанные по ламеллярному принципу из панцирных пластин. Затылок и шею воина защищался высоким наборным воротником; 3-й тип панцирей собирался из лент, которые образовывались множеством мелких прямоугольных пластин, стянутыми ремнями по ламеллярному образцу защиты. Головы воинов венчали сфероконические и конические шлемы с бармицей или без неё.
Пехота защищалась крупными щитами в рост человека, которые собирались из двух трапециевидных частей, соединённые поперечным ремнём. Крупные щиты находились на вооружении элитных воинов, которые в ходе сражения выдвигались вперёд, устанавливая щиты на землю и создавая таким своеобразную стену, давая возможность для обстрела неприятеля из луков. В рукопашном бою, тесно сомкнувшись, такие отряды вставали преградой на пути неприятеля. Между щитами оставались небольшие зазоры, из которых наносились колющие удары. Некоторая часть легковооруженных воинов, наносила на своем торсе различные узоры, вступая в бой обнажёнными по пояс. Эта боевая раскраска исполняла функции языческих обрядов, племенного символа, а также психологического давления на неприятеля.

### Гяньгуни
Самые ранние упоминания о военном деле «гяньгуней» (протокыргызов) относятся к I веку до н.э. По сведениям ханьских летописцев, численность «отборного войска» гяньгуней составляла около 30 000. Источники о дальнейшем развитии военного дела гяньгуней немногочисленны. В IV—V веках на вооружении местных племён Саяно-Алтая появляются массивные копья и нагрудные панцири. По видимому, такой тип панцирей начал широко использоваться и на Среднем Енисее, археологические находки свидетельствуют о более простой конструкции кыргызских нагрудников по сравнению с алтайскими.
В V—VI веках гяньгуни подчинили себе регион Минусинской котловины, поглотив в состав своей народности местные племена. Уже в VI—VIII веках, в эпоху культуры «чаатас», енисейские кыргызы подчинили «таёжные народы» и образовали собственное раннефеодальное государство. Главенствующее положение в стране занимали феодалы-беги, войско представляло из себя ополчение, состоящее из родов и племён подчинённые различным феодалам. В целях совершения грабительских походов и отражения вторжений тюркютов и уйгуров, феодалы объединялись вокруг военного вождя — эльтебера (сылифа) или «ажо». Из за затяжных войн с тюркютами кыргызы были вынуждены постепенно совершенствовать защитные доспехи.

## Организация армии

### Воинские звания
- Сангун (𐱂𐰧𐰆𐰣; saŋun[15]) — генерал[16], адаптация китайского слова «сяньгун» (將軍)[17].
- Тутук (𐱄𐰆𐱄𐰹; tutuq[18]) — военный наместник, генерал-губернатор[19].
- Чигши (𐰲𐰃𐰏𐱀𐰃; čigši[20]) — особоуполномоченный, тюркская адапция китайского слова «чжиши» (职事)[16].
- Урунгу (𐰆𐰻𐰧𐰆; uruŋu[21]) — штандартоносец, капитан-майор, командир дружины[22].
- Емлиг (𐰙𐰢𐰠𐰏; jämlig[23]) — поставщик провианта.
- Алып (𐰀𐰞𐰯; alp[24]) — рыцарь, гвардеец, «отважный воин»[25].
- Эр (𐰂𐰼; är[26]) — мужчина, «муж-воин»[5].
- Батур (𐰉𐱄𐰆𐰻; batur[24]) — багатур, почётный воинский титул[27].

### Формирование войска
Войско было организовано по десятичной системе деления (тумены), из десяти туменов по 10 000 человек — три тумена состояли из енисейских кыргызов и являлись тяжёловооруженной гвардией кагана. Остальные семь-восемь туменов состояли из кыштымского населения и составляли легковооруженную кавалерию, в Маньчжурском походе министра Або в 848 году было задействовано войско в 70 000 человек, которое состояло из кыштымских племен . Чиновники первых двух рангов командовали полными туменами, чиновники двух последующих рангов командовали полутуменами. Бэи и главноначальствующие командовали туменами и полутуменами тяжеловооруженной кавалерии, министры и управители командовали туменами и полутуменами легковооруженной кавалерии.

### Командование
Верховным главнокомандующим войска являлся каган, далее по чину шли «три великих главнокомандующих», хэси-бэй, ацзюйшабо-бэй, ами-бэй, эти трое главнокомандующих помимо армии заведовали и государственным устройством государства. Дальше шли чиновники, которые делились на шесть разрядов — министры, управители, главноначальствующие и тарханы. В состав министров входило семь человек, в состав главноначальствующих три человека, а в состав управителей десять человек. По мере ослабления государства, верховным главнокомандующим войска стали иналы, чьи армии формировались из дружин аристократов и вассальных племен.

### Дисциплина
В армии Кыргызского каганата существовала суровая дисциплина, которая сопровождалась суровыми законами в армии. Источники отмечали:
Законы их очень строги. Произведший замешательство пред сражением, невыполнивший посольской должности, подавший неблагоразумный совет государю, так и за воровство... приговаривают к отсечению головы

## Численность армии
|             | гвардия | вассальные поколения | Всего   |
| ----------- | ------- | -------------------- | ------- |
| Численность | 30 000  | 70 000               | 100 000 |

В различных источниках приводятся разные сведения о численности кыргызской армии. Максимальные цифры в 400 000 и 200 000 человек приводятся на руническом памятнике уйгурского кагана Кутлуга II, однако эти цифры значительно завышены. Во времена правления Барсбек-кагана численность армии составляла 80 000 человек, а во время сражения при Орду-Балыке численность кыргызской армии составляла 100 000 человек. Сама армия состояла из 70 000 человек из кыштымских (вассальных) племен и 30 000 человек из кыргызского населения. По мере ослабления Кыргызского каганата численность армии в XIII веке не превышала цифры в 10 000 человек.

## Снаряжение армии

### Производство
По китайским источникам эпохи династии Тан, кыргызские мастера-оружейники изготавливали свою продукцию из «железа небесного дождя», которое если не собрать, то оно «уходит под землю». Во время сбора такого железа среди людей бывало «непременно много убитых и раненых». Кузнецы енисейских кыргызов всячески пытались «скрыть» информацию о происхождении этого железа. Современными исследователями делались выводы, что кыргызы использовали метеоритное железо в качестве материала для инструментов, оружия, доспехов и прочей продукции.

### Оружие ближнего боя
Одним из основных составных оружия ближнего боя в кыргызской армии являлись мечи. Кыргызские мечи делились на несколько групп и типов,  ромбические мечи (1-я группа): с крестообразным перекрестьем и без него. Линзовидные мечи (2-я группа): с челночным перекрестьем и без него. Эволюция кыргызских мечей восходит к таштыкской и скифо-тагарской эпохе. Время использования кыргызами мечей ограничивалось VI—IX веками, экземпляры мечей кыргызского производства находились в Западной Сибири, Восточном Казахстане и на Алтае.
Далее шли палаши, которые делились на несколько групп и типов. Плоские однолезвийные палаши (1-я группа): с крестообразным перекрестьем; с пластинчатым перекрестьем; без перекрестья. Плоские с обоюдоострым острием (2-я группа); с крестообразным перекрестьем; с ладьевидным перекрестьем; с фигурной гардой; без перекрестья. Палаши начали широко использоваться кыргызами с эпохи «великодержавия» (с IX века) и продолжали быть в обиходе вплоть до XI—XII веков наряду с саблями. Палаши кыргызского производства встречаются в культурных памятниках Алтая, Западной Сибири и Казахстана.
Наряду с мечами и палашами на вооружении стояли сабли. Они делились на несколько групп и множество типов. Прямые сабли (1-я группа): с крестообразным перекрестьем; с пластинчатым перекрестьем; с шипастым перекрестьем; с фигурной гардой; без перекрестья. Слабоизогнутые сабли (2-я группа): с крестообразным перекрестьем; с пластинчатым перекрестьем; без перекрестья. Сабли начали использоваться кыргызами с X века, появление у кыргызов сабель связано с влиянием военного искусства стран Центральной и Средней Азии. Освоение нового вида оружия являлось прямым результатом глубоких походов на юг, а также расширения торговых отношений. Сабли находились археологами в кыргызских курганах на Алтае и Западной Сибири. Находились экземпляры и более поздней эпохи, XIII—XIV веков из Северного Казахстана, которые, по видимому, были произведены кыргызскими мастерами и использовались монгольскими воинами в ходе покорения Дешт-и-Кипчака.
На вооружении стояли и копья, однако, они были в гораздо меньшем обиходе по сравнению с другими видами оружия. Наконечники копий делились на множество групп и несколько типов. Ромбический наконечники (1-я группа): асимметрично-ромбические; удлиненно-треугольные. Квадратные (2-я группа), круглые (3-я группа), трехгранные (4-я группа). Развитие кыргызских копий восходит к таштыкской эпохе, в VIII—X конструкция копий начинает совершенствоваться, позволяя пробивать тяжёлые доспехи неприятеля. Образцы этого «грозного оружия» происходят из Тувы. На западных территориях государства — лесостепного Алтая, Западной Сибири, и даже в степях Причерноморья использовались бронебойные наконечники иной формы: с узким, ромбическим пером, чьи ударные грани не полностью сливались с шейкой, сохраняя небольшие плечики. Подобные копья находились и в Восточном Казахстане.
Наряду с копьями использовалось специализированное бронебойное оружие — пики, которые были усовершенствованы кыргызами для успешной борьбы с лёгкой конницей неприятеля. Образцы таких пик находились в Западной Сибири и Восточном Казахстане, тоесть в западных пределах Кыргызского каганата, где шла борьба против легковооружённой кимакской кавалерии. В XI—XII веках происходит новый этап развития копий и пик, в связи с фактическим распадом Кыргызского каганата на полунезависимые княжества возрастает необходимость в мелких воинских контингентах, главным составным оружием которых стали пики и копья. Положение копий и пик определяли боевое построение и тактические возможности войска, а также использовались штандартоносцам и в качестве опознавательных знаков, по которым воины ориентировались в бою.
Использовались и боевые топоры, которые делились на несколько типов — низкообушные и высокообушные. Боевые топоры (чеканы) в Минусинской котловине широко использовались еще в тагарскую эпоху. Классические тагарские чеканы использовались кыргызами с VII века, с IX века кыргызские топоры становятся более массивными. Топоры у кыргызов служили лишь вспомогательным оружием, которые могли использоваться как лёгкой, так и тяжёлой конницей. Образцы топоров встречаются главным образом, на Алтае.

### Оружие дальнего боя

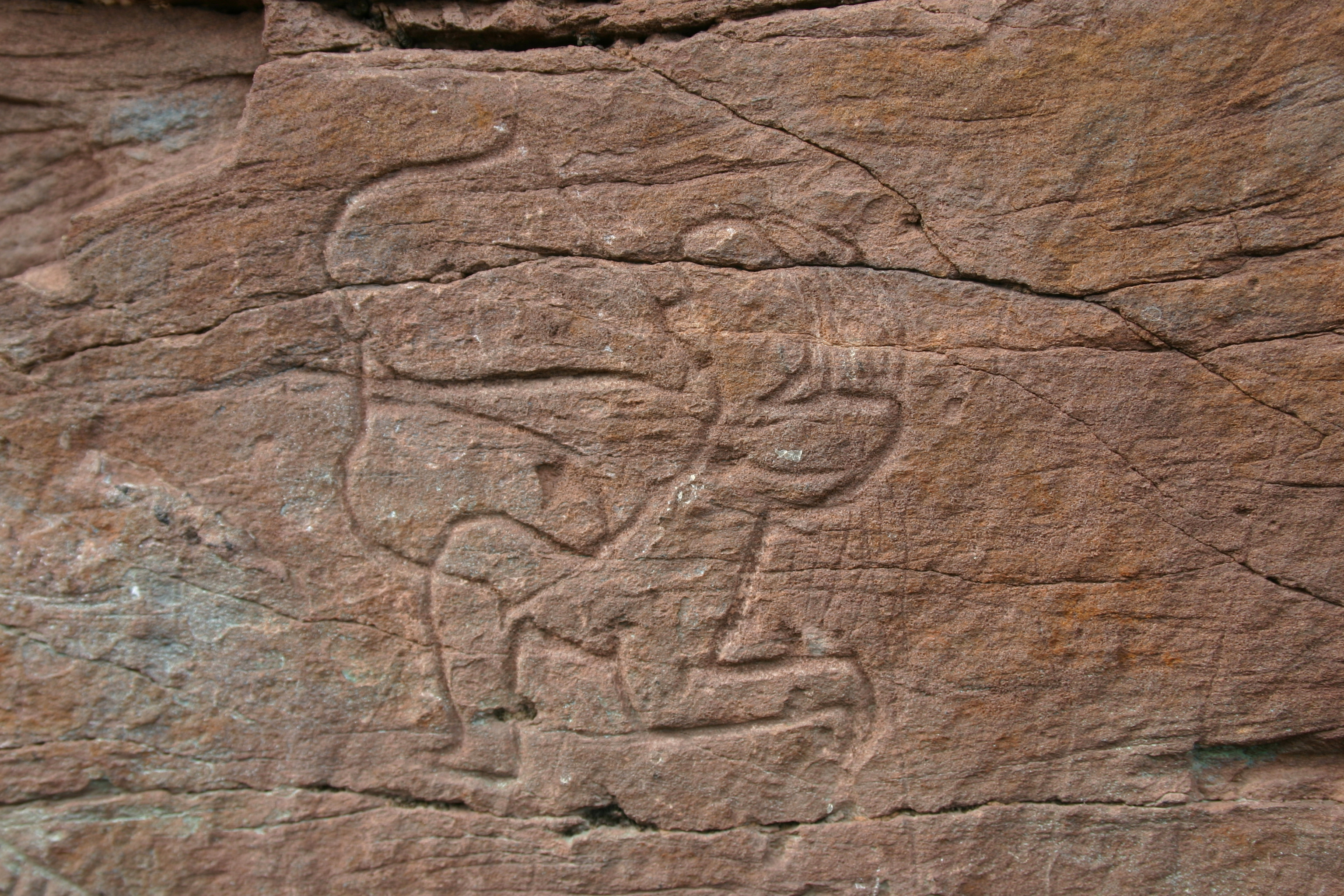
Лучник из Сулекской писаницы

В VI—XII веках кыргызами использовались сложносоставные рефлексирующие луки, которые делились на множество типов: со срединными боковыми накладками; со срединными боковыми и фронтальными накладками; с концевыми и срединными боковыми накладками; с фронтальными плечевыми накладками. Образцы кыргызских сложносоставных луков восходят к скифской и таштыкским эпохам. В VI—IX веках кыргызы пользовались сложносоставными луками с массивными концевыми и срединными накладками, такие луки имели большую мощность и могли применяться как на войне, так и на охоте. Из за затяжных войн с уйгурами в VIII—IX веках кыргызы были вынуждены значительно повысить эффективность стрельбы. Лучники играли большую роль в тактике ведения конного сражения, луками пользовались как и легковооруженные всадники, составлявшие основную массу кыргызской армии, так и тяжеловооруженные воины. В боевом положении у лука была натянута тетива, а в походном носился со снятой тетивой в специальных чехлах.
Наконечники стрел кыргызских лучников делились на множество групп и типов. Трехлопастные наконечники (1-я группа): вытянуто-пятиугольные; удлиненно-шестиугольные; овально-крылатые; асимметрично-ромбические; томары; шипастые; боеголовковые; удлиненно-треугольные. Трехгранно-трехлопастные наконечники (2-я группа): асимметрично-ромбические; боеголовковые. Трехгранные наконечники (3-я группа): асимметрично-ромбические; боеголовковые. Четырехгранные наконечники (4-я группа): асимметрично-ромбические; боеголовковые; удлиненно-треугольные; томары. Круглые наконечники (5-я группа): вытянуто-пятиугольные; удлиненно-треугольные. Плоские наконечники (6-я группа): удлиненно-треугольные; асимметрично-ромбические; боеголовковые; томары; овально-крылатые. Двухлопастные наконечники (7-я группа). По мере времени, кыргызские наконечники претерпевали различные изменения. Для хранения стрел использовались колчаны. Луки и стрелы являлись важными элементами снаряжения кыргызского воина, из за чего колчаны были необходимой принадлежностью воина. Колчаны подразделялись на несколько типов: закрытые; с карманом. В VI—VIII веках кыргызы пользовались закрытыми колчанами, которые отрицательно влияли на скорострельность и продолжительность стрельбы. В условиях длительных войн с тюрками и уйгурами, кыргызский колчан был усовершенствован. Колчаны были увеличены в размерах, а также начали укрепляться традиционными орнаментами.

### Защитное снаряжение
Главным элементом защитного снаряжения кыргызского воина являлись панцири, которые подразделялись на несколько типов: нагрудные, они находились археологами в Минусинской котловине, на Алтае и в Казахстане; чешуйчатые, их образцы находились в Минусинской котловине, Туве, Западной Сибири и на Алтае; пластинчатые, единственные образцы находились учёными лишь в Минусинской котловине.
Под давлением интенсивных войн с тюрками кыргызы были вынуждены усовершенствовать свои доспехи. В VIII—XI веках кыргызская армия начинает широко использовать чешуйчатые панцири, чьи основные находки происходят из кыргызских курганов IX—X веков в Туве. Достаточно большой вес и громоздкость чешуйчатых панцирей послужили причиной их дальнейшей «модернизации». В XII веке уже использовался пластинчатый доспех с более рациональной защитой корпуса воина. Редкость находок остатков кыргызских панцирей свидетельствует, что панцири являлись принадлежностью исключительно гвардейцев (тяжеловооруженных воинов). Легковооруженные воины носили обычную одежду, дополнявшуюся накладными щитками.

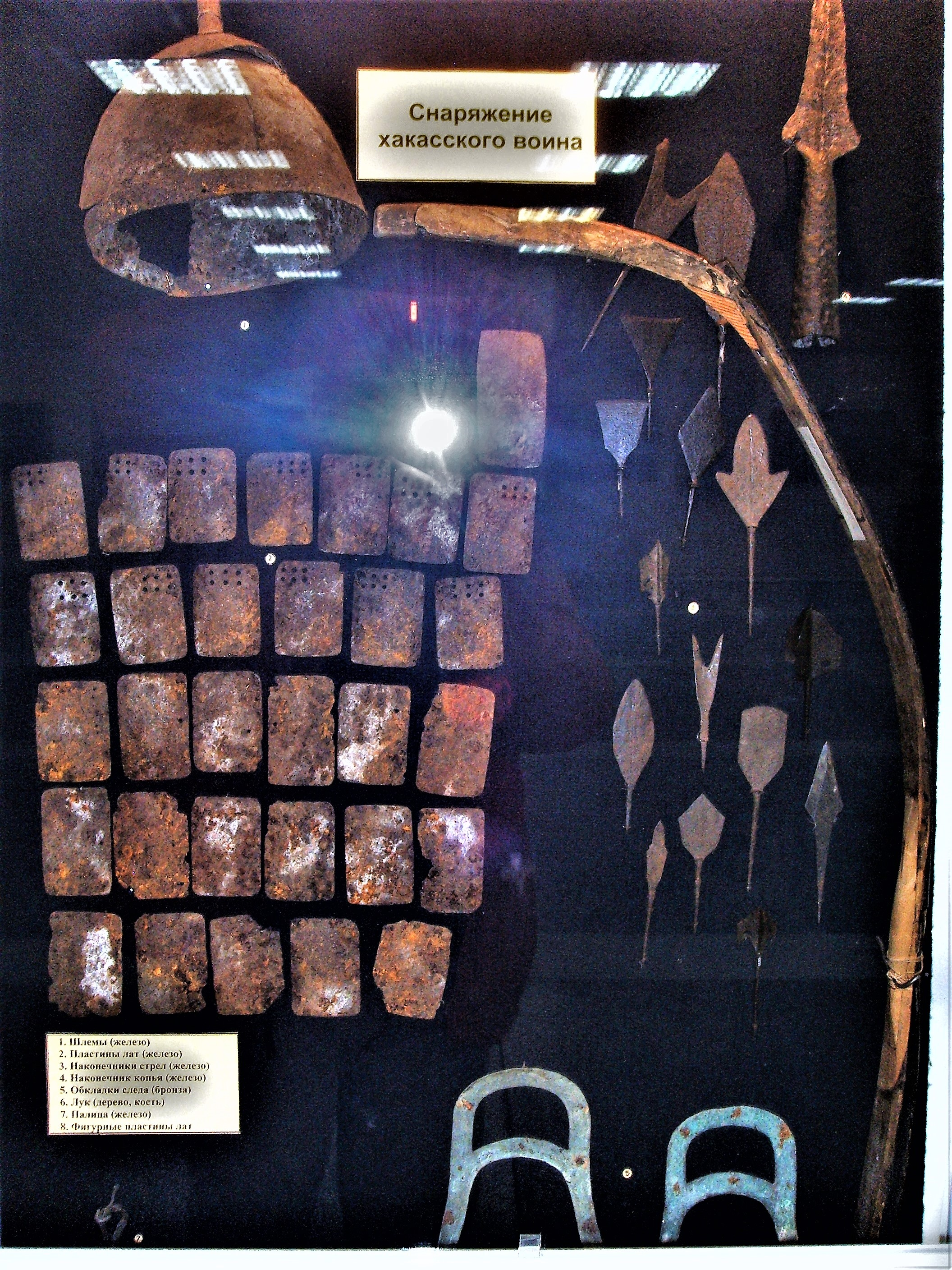
Доспехи кыргызского воина X—XII веков

Дополнением защитных доспехов кыргызского воина служили деревянные накладные щитки, которые составлялись из отдельных деталей и соединялись поперечными перекладинами. Они служили защитой для неприкрытых панцирем частей тела: ног — от колена до голеностопа, рук — от кисти до локтей. Накладные щитки использовались кыргызами в VI—X веках. Сведения о кыргызских шлемах крайне малочисленны, единственный экземпляр был найден в Минусинской котловине и был отнесён А. Н. Липским к X—XIV векам. Шлемы, как и панцири, были принадлежностью исключительно гвардейцев, в то время как легковооруженные воины носили традиционные головные уборы.
Остатки деталей щитов в кыргызских памятниках не обнаружены, поэтому о них можно судить лишь по изображениям кыргызских воинов. Они изготавливались из деревянных планок, соединённых поперечиной, деревянная основа щита, вероятно, обтягивалась наружной стороны кожей. Щиты откидывались за спину, дабы не стеснять движения рук. Щиты круглой формы имели окантовку по краям, они носились на перекидных ремнях, в боевом положении на левой руке либо груди, а в походном — за спиной. Такие щиты служили эффективной защитой от стрел и сабель, сведения о кыргызских щитах, вероятно, относятся к VI—IX векам.

### Лёгкая кавалерия
На протяжении VI—XII веков состав снаряжения легковооруженного всадника не подвергался серьёзным изменениям. Всадник был вооружен сложносоставным луком, набором стрел, которые хранились в колчане, и рубящим оружием — палашами и саблями. Защитное обмундирование лёгковооруженного всадника выглядело следующим образом: поножи и накладные щитки. Сбруя, входившая в состав снаряжения боевого коня, была одного типа с конским убранством, применявшимся тяжёловооруженными всадниками.

### Тяжёлая кавалерия
В VI—VIII веках снаряжение тяжеловооруженного кыргызского воина выглядел следующим образом: нагрудный пластинчатый панцирь, конический шлем и деревянные накладные щитки-поножи и наручья. Важным элементом защитного снаряжения являлся деревянный щит, обтянутый кожей и усиленный металлическими пластинами. Всадник был вооружен длинным мечом, копьём с асимметрично-ромбическим наконечником на длинной втулке, боевым топором, сложносоставным луком, который был усилен концевыми и срединными боковыми накладками и стрелами с трехлопастными наконечниками. Стрелы находились в закрытом колчане наконечниками вниз. В состав снаряжения боевого коня входили войлочные или меховые попоны, жесткое седло на деревянной основе со стременами, которое крепилось подпружным, нагрудным и подхвостным ремнем и узла с железными удилами.
В IX—X веках в состав снаряжения кыргызских панцирных всадников влилось много новых элементов. Повышается роль защитного снаряжения, корпус всадника дополняется чешуйчатым панцирем с руками до середины предплечий и полами выше колен, усиленный в местах, требующие дополнительной защиты, на груди и плечах — деревянными накладными щитками. Конечности защищены наручниками и поножами, голова — сфероконическим шлемом с бармицей, все эти меры приводят к тому, что использование щита становится менее необходимым. Всадник был вооружен прямым однолезвийным палашом, копьем с вытянуто-ромбическим или жаловидным наконечником (пикой), боевым топором с узким лезвием и высоким обушком, сложносоставным луком со срединными боковыми и фронтальными накладками, стрелами с трехлопастными, трехгранно-трехлопастными, трехгранными, четырёхгранными (бронебойными) наконечниками. Стрелы хранились во вместительном колчане с карманом наконечниками вверх, колчан украшался костяными орнаментами. Боевой конь был снаряжён жестким седлом со стременами и уздами с удилами, далее в состав снаряжения входил защитный попон, усиленный деревянными накладными щитками и покрывавшим его корпус от брюха до ног.
В XI—XII веках в составе снаряжения тяжеловооруженного всадника произошли следующие изменения: тело воина защищено пластинчатым панцирем, наручниками, поножами, сфероконическим шлемом и бармицей. В набор вооружения входит прямой однолезвийный палаш с обоюдоострым острием, прямая сабля с рукоятью, скошенной в сторону лезвия, и обоюдоострым острием, слабоизогнутая сабля с обоюдоострым острием, копье с вытянуторомбическим или кинжаловидным наконечником, боевой топор с широким лезвием и низки обухом, сложносоставной лук с плечевыми фронтальными накладками, которые хранились в походном состоянии в чехле-налучье, стрелы с плоскими, трехгранными, четырёхгранными (бронебойными) наконечниками. Стрелы хранились в открытом колчане с карманом наконечниками вверх. В состав снаряжения боевого коня входили: попона, жесткое седло со стременами и узла с удилами.

## Тактика ведения боя
В VI—VIII веках основу кыргызской армии составляла легкая конница, главную роль в тактике ведения боя играл рассыпной строй и метание стрел. Основным вооружением служили лук и стрелы, при формировании войска боевые единицы строились по родовому принципу, разделение на подразделения в армии не соблюдалось. Армия Кыргызского каганата в VI—VIII веках не была достаточно сплочённой и дисциплинированной. Стойкость войска зависела от успеха в ходе сражения, роль военачальников сводилась к первоначальному построению войска перед сражением.
Сражение начиналось атакой конных лучников, сопровождаемая метанием стрел. В случае неудачи первого наступления, войско откатывалось на определённую дистанцию для повторного наступления в соответствии с тактикой рассыпного боя. В случае замешательства во вражеских рядах или ответного удара кыргызские военачальники начинали наступление, используя длинные копья и щиты. Основными силами атакующих являлись отряды, состоящие из кыргызов, которые имели более лучшее обмундирование, нежели кыштымы. Слабое вооружение и организация армии Кыргызского каганата в VI—VIII веках часто приводила к неудачным войнам против стран Центральной Азии.
В IX—X веках в Кыргызском каганате сложилась прочная централизованная военная организация, которая сопровождалась созданием войсковых подразделений. Тактика ведения боя сменяется на взаимодействие легкой и тяжеловооруженной кавалерии с определённой последовательностью их вступления в бой. Сражение начинали легковооруженные кавалерийские отряды, задачей которых являлось тактическая разведка: определить примерную численность, местоположение и характер построения противника. Легкая кавалерия действовала согласно тактике рассыпного строя, охватывая противника по всему фронту сражения и метая стрелы, в некоторых столкновениях эти действия могли заранее решить исход битвы. При столкновении больших масс двух армий целью тактики рассыпного боя было расстроить вражеские планы, изнуряя его силы метанием стрел, или же спровоцировать на атаку притворным бегством. При замешательстве, атаке или нарушении строя противника в бой вступала тяжеловооруженная кавалерия, которая находилась в резерве. Для тяжеловооруженной кавалерии была характерна атака плотно сомкнутым строем. Основным вооружением являлась пика, сама атака происходила на высокой скорости, тем самым увеличивая мощность удара пики. В результате атаки тяжеловооруженной кавалерии, как правило, решался итог сражения. За атакой тяжелой конницы следовали рукопашные поединки с применением сабель, палашей и щитов. Если в момент стрельбы из лука или атаки пикой щит откидывался за спину, то в рукопашном бою он использовался для отражения ударов. Рукопашные схватки имели характер скоротечности и ожесточённости, что было характерно и для гуннов. Если противник не выдержал атаки и начал спасаться бегством, бросая свое оружие и снаряжение — его преследовали. Армия Кыргызского каганата умела брать города и крепости. Так, в ходе 20-летней кыргызско-уйгурской войны, кыргызами были захвачены ряд уйгурских крепостей и укреплений в Тыве, а в 840 году в битве при Орду-Балыке ими была разгромлена уйгурская армия, а их столица, которая имела десятиметровые стены и массивные башни — сожжена. Сами енисейские кыргызы тоже умели возводить различные виды укреплений, которые на данный все ещё плохо изучены. В IX веке армия совершала длительные походы в Восточный Туркестан и Забайкалье, используя в качестве транспортного средства двухколёсные повозки, запряженные верблюдами. По мере необходимости повозки, составленные в круг, могли использоваться в качестве укреплённого лагеря.
Армия Кыргызского каганата вела войны с особой жестокостью, источники подчёркивают воинственность и склонность к жестокости у енисейских кыргызов. Так, город Орду-Балык был разрушен до основания, археологами подчёркивалось:
В городе, а также в окружающем его земледельческом районе почти в каждом доме были ступы и жернова для размола зерна. И все эти жернова и ступы оказались разбитыми, как были разбиты стрелы уйгурских ханов.
Такие меры являлись частью тактики ведения войны енисейских кыргызов, цель которой была запугать противника, заставить сложить оружие, подчиниться. Беспощадность к врагам сопровождалось суровыми армейскими законами. Так, тех, кто произвел замешательство перед боем — приговаривали к смертной казни.

## Дальнейшее развитие
В XIII—XIV веках в состав комплекта кыргызского воина входил разнообразный набор средств ведения ближнего, дистанционного и защитного боя. Воины имели на вооружении сложносоставные луки и большой набор трехлопастных плоских стрел. Для пробивания вражеских доспехов использовались ромбические и четырехгранные наконечники, стрелы хранились в колчанах открытого типа. В ближнем бою кыргызы использовали ударные копья и палаши, для защиты применялись пластинчатые либо ламеллярные панцири, а также шлемы. Легковооруженные всадники пользовались в бою луками, стрелами, боевыми топорами («чеканами») и кинжалами. У тяжеловооруженных воинов стояли на вооружении сабли, палаши, а также отдельные типы защитных средств.
В период монгольского господства у кыргызов сохранилась традиционная десятичная система деления войск («тумены»). В результате кровопролитных войн и насильственных переселений, кыргызы могли выставить только    до 9 000 воинов. В XIII—XIV веках кыргызы уже не являлись значительной военной силой в регионе, перестав участвовать в крупномасштабных войнах. Князья («иналы») кыргызов стремились сохранить свою властью над племенами кыштымов в Туве и Минусинской котловине. Отряды кыргызских князей участвовали в анти-монгольских восстаниях, а также в междоусобных войнах различных претендентов на трон «каана» в Монгольском государстве, пытаясь таким образом сыграв на противоречиях между ними, добиться собственной самостоятельности.
В составе монгольской армии кыргызские войска были представлены в виде отрядов лёгкой конницы с широком арсеналом средств ведения ближнего и дальнего боя. Внутри кыргызских отрядов существовали собственные подразделения из панцирных воинов-дружинников. Кыргызские отряды несли сторожевую службу, участвовали в дальних походах и сражениях в составе монгольских войск. Военные отряды кыргызов охраняли имперскую столицу Каракорум, участвовали в подавлении анти-монгольского восстания князя Наяна, а также несли гарнизонную службу в Северном Китае и Маньчжурии. Использование кыргызских отрядов для охраны столицы Монгольской, а позже, Юаньской империй свидетельствует, что монгольской верхушкой высоко ценился «профессионализм» кыргызских воинов, доверяя им защиту стратегически важных объектов монгольского государства.
Во время собственных восстаний кыргызы не могли оказать значимого сопротивления монголам. Во время боевых действий кыргызы стремились сохранить свои силы, укреплялась в лесах или крепостях на вершинах гор. С небольшими монгольскими отрядами кыргызы вели успешную борьбу, окружая их в горах и нанося поражение. В тактике ведения боя кыргызы практиковали интенсивный бой с попеременным использованием ударного и метательного оружия. Отряды лёгких конников по прежнему использовали традиционный рассыпной строй. Политические и стратегические цели кыргызов ограничивались сохранением своего господствующего положения на Саяно-Алтае и ослаблением зависимости от монголов.

### Хонгорай
В XVII—XVIII веках в состав комплекта вооружения воина Хонгорая входили традиционные виды холодного, дистанционного, ближнего оружия, а также средства металлической защиты. В XVII веке кыргызы переняли у русских и джунгар огнестрельное оружие, начав его использовать в боевых действиях. Несмотря на официальные запреты царских властей, некоторые русские служилые люди и промышленники продавали кыргызам ружья. В хакасских фольклорных источниках упоминается об использовании кыргызами ружей и пушек. Однако в связи с отсутствием регулярных поставок ружей и боеприпасов кыргызы не смогли использовать их регулярно и достаточно эффективно. Традиционным оружием дистанционного боя оставались сложносоставные луки, боеприпасами которых служили железные наконечники различных форм: зигзагообразные (овально-крылатые и томары) и плоские (удлиненно-ромбические, асимметрично-ромбические, овально-крылатые, боеголовковые, вильчатые и тупые острия). Воины носили луки в специальных чехлах («саадах»), верхняя часть лука накрывалась дополнительным чехлом («чазаа»). На ближних дистанциях кыргызы использовали метательные копья с железными наконечниками плоской формы.
В ближнем бою кыргызы использовали разновидности колющих копий, а также сабли, боевые ножи, кинжалы, боевые топоры («секира», «ай-палта») и изогнутые и прямые клинки. Сабли могли использоваться кыргызами в ритуальных целях, у кыргызских воинов существовала «особая клятва» на сабле. Имелось эффективное защитное вооружение — пластинчатые панцири куяки и бригантины, а также кольчуги и кожаные доспехи. Использовались сфероконические шлемы с куполом, составленным из железных пластин, и козырьком. Подобное защитное вооружение носили только отряды профессиональных воинов-дружинников. Общий комплекс вооружения дружинника включал «саадак» с луком и стрелами, ударное и метательное копье, саблю в ножнах, боевой нож или кинжал, внутренний панцирь (куяк) или кольчугу и щит.
Основной ударной силой Хонгорая являлись отряды панцирной конницы, состоящих из кыргызов, а также отряды легковооруженной конницы, состоящих из кыштымов. Вероятно, в связи с нехваткой кыргызских воинов в составе отрядов тяжелой конницы в конце XVII — начале XVIII в состав этих подразделений начали принимать и кыштымов. Во время наступления, кыргызы использовали боевой клич «хуух!», имитируя ворона, нападающего на падаль. При достаточном количестве информации о местности кыргызы стремились заманивать неприятеля в засады. В случае опасности кыргызы сооружали нагорные крепости («све») и длинные каменно-земляные валы и рвы («хыргыс оранмары»). В случае острой необходимости сооружались временные укрепления из бревен — засеки.